# Río Araguaia
El río Araguaia es un largo río amazónico brasileño, uno de los mayores ríos de Brasil y el principal afluente del río Tocantins. Discurre por la parte central de Brasil, atravesando los estados de Goiás, Mato Grosso, Tocantins y Pará. Tiene una longitud total de aproximadamente 2.115 km, aunque como parte del sistema fluvial Tocantins-Araguaia llega a los 2.627 km.

## Toponimia
Araguaia significa «río de los Guacamayos» en las lenguas tupí.

## Geografía

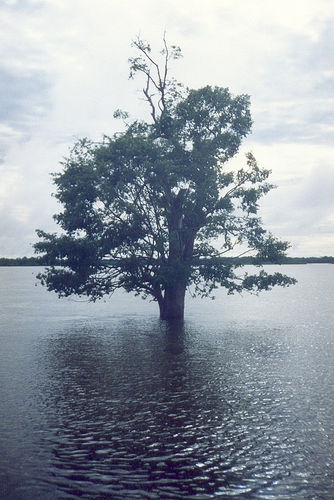
Un árbol sumergido en el parque nacional de Araguaia, en época de crecidas.

El río Araguaia es un río de aguas claras que se origina en las tierras altas brasileñas, aunque debido al gran número de afluentes, no es fácil definir claramente su fuente. Algunos afluentes importantes se originan en la cordillera de Araras en el estado de Mato Grosso, así como en las montañas Divisões situadas en Goiás (sin embargo, según otras fuentes, el Araguaia proviene de la cordillera Caiapó, en la frontera entre Goiás y Mato Grosso). Desde ahí fluye en dirección noreste durante más de 2100 km hasta su desembocadura en el río Tocantins, cerca de la ciudad de São João do Araguaia.
A lo largo de su curso, el río forma la frontera entre los estados federales brasileños de Goiás, Mato Grosso, Tocantins y Pará. Aproximadamente en la mitad de su curso, el Araguaia se divide en dos cauces, conservando el occidental el nombre del verdadero Araguaia y llamándose el oriental brazo menor del Araguaia o río Javaés. Vuelven a reunirse más adelante, rodeando la isla del Bananal, que con 320 km de largo, es la isla fluvial más grande del mundo y está entre las 50 mayores del mundo  (19.162 km²). La isla es la sede del parque nacional de Araguaia.
Una gran parte del curso del Araguaia (una longitud de 1.818 km) es navegable todo el año, pero el río por debajo de Bananal está interrumpido por los rápidos. 
La combinación de las cuencas hidrográficas de los ríos Araguaia y Tocantins (cuenca Tocantins-Araguaia) comprende aproximadamente el 9,5% del territorio nacional de Brasil y forma parte de la cuenca del Amazonas. Sin embargo, el río Tocantins no es un verdadero afluente del Amazonas, ya que desemboca a unos kilómetros al este de aquel. 

### Afluentes
Su principal afluente es el río das Mortes/Manso, que nace en la serra de Sao Jeronymo, cerca de Cuiabá, en el Mato Grosso, y es navegable hasta Pará. Tiene una longitud de 850 km.
Otros afluentes importantes son los ríos Formoso (550 km), Garças (310 km), Cristalino y Tapirape en el oeste, y el Pitombas, Claro, Vermelho (180 km), Tucupa y Chavante en el este. Y también el Caiapó, Claro, Crixás Açu (400 km) e Itacaiúna (390 km).

## Historia
Fue explorado en parte por el geógrafo francés Henri Coudreau (1857-99) en 1897. Véase el libro del viaje publicado en París ese mismo año  Voyage au-Tocantins Araguaya.

## Localidades
Los asentamientos más importantes en las orillas del río Araguaia son (en orden descendente):
- Barra do Garças
- Aragarças
- Aruanã
- Luiz Alves
- São Félix do Araguaia
- Santa Terezinha
- Araguacema
- Conceição do Araguaia
- Xambioá
- São Geraldo do Araguaia
- São João do Araguaia

## Turismo
Varias partes del curso del río están protegidas, formando parte de parques nacionales y otras reservas, como el parque nacional de Emas y el parque nacional de Araguaia. El río Araguaia es bien conocido por su belleza escénica, una característica especialmente notable, siendo su playas - los bancos de arena brillante que junta el arroyo de mayo a octubre. En los últimos años, algunos tramos del río se han convertido en un importante destino para el ecoturismo: excursiones en barco, pesca de aficionados, una actividad muy popular en Brasil, y turistas internacionales. 
Sin embargo, a pesar de la protección jurídica de que gozan grandes tramos del río Araguaia, hay varios proyectos de desarrollo que presentan una amenaza potencial a gran parte aún virgen del paisaje.